# Wim Noordhoek (programmamaker)
Willem Johannes Noordhoek (Steenwijk, 7 november 1943) is een Nederlands radiomaker, journalist en auteur.

## Biografie
Hij bracht zijn eerste zes levensjaren door in Zutphen. In 1962 ging hij politieke wetenschappen studeren aan de Universiteit van Amsterdam. Hij maakte de ontgroening bij het Amsterdamsch Studenten Corps mee die berucht werd doordat een ouderejaars riep "en nu gaan we Dachautje spelen!" en besloot, als enige, na dit incident geen lid te worden van de vereniging.
Tijdens zijn studententijd was hij redacteur van het blad Propria Cures. In 1967 maakte hij zijn eerste programma voor de VPRO-radio, Help! Dit was het eerste programma op de Nederlandse radio waarin alternatieve popmuziek uitgebreid aan bod kwam. Daarna maakte hij programma's als HEE, de  Joe Blow Show, Piet Ponskaart presenteert en Nova Zembla. Tegelijkertijd was hij redacteur van het muziekblad Hitweek.
Vanaf 1980 maakte Noordhoek programma's waarin schrijvers centraal staan, zoals Suite, Music-Hall en vanaf 1995 het door hem bedachte programma De Avonden. Samen met Arend Jan Heerma van Voss maakte hij De Radiovereniging, een programma waarin radiomakers over hun vak vertelden en historische radiofragmenten te beluisteren waren.
Noordhoek heeft ook een (veel kleiner) aantal televisieprogramma's gemaakt. In 1970 maakte hij het popprogramma Piknik, waarin onder andere Frank Zappa en Gerry Rafferty voor het eerst in Nederland optraden.
Onder het pseudoniem 'Alex Mol' schreef hij vele jaren een column in de VPRO-gids. Ook publiceerde hij een aantal boeken, zowel onder eigen naam als onder dat pseudoniem. Sinds 2006 heeft hij een weblog op de boekensite van de VPRO, Avondlog.

## Privé
Vanaf ongeveer 24-jarige leeftijd woont Noordhoek samen met auteur Monika Sauwer (pseudoniem van Yolande Nusselder).